# Gällersta landskommun
Gällersta landskommun var en tidigare kommun i Örebro län.

## Administrativ historik
Den bildades då 1862 års kommunalförordningar trädde i kraft, i Gällersta socken i Sköllersta härad i Närke.
Vid kommunreformen 1952 uppgick den i storkommunen Ekeby och Gällersta landskommun. Området ingår numera i Örebro kommun.